# CRSED: F.O.A.D.
CRSED: Cuisine Royale(Cuisine Royale Second Edition: Cuisine Royale, 이전 이름: CRSED: F.O.A.D., Cuisine Royale Second Edition: Fulfillment of All Desires)는 라트비아 스튜디오 다크플로 스튜디오가 개발하고 가이진 엔터테인먼트가 배급한 배틀 로열 멀티플레이어 온라인 슈팅 게임이다. 이 게임은 이전에 Cuisine Royale로 알려져 있었다. 2019년 12월 19일에 공식 출시되었으며, 2020년 12월에 새로운 이름으로 다시 출시되었다. 부분 유료화 방식으로 운영되며 마이크로트랜잭션 기능이 포함되어 있다.

## 게임플레이
CRSED: Cuisine Royale은 수십 명의 플레이어를 줄어드는 죽음의 고리로 둘러싸인 맵에 배치하여 최후의 1인이 남을 때까지 서로 싸우게 한다. 플레이어는 맵에서 발견하는 무기, 아이템, 차량을 사용한다. 다른 배틀 로열 게임과 달리 낙하산/투입 단계가 없으며 플레이어는 매칭이 끝난 직후 맵 전역에 무작위로 생성된다. 1인칭 및 3인칭 모드 모두 플레이할 수 있지만, 3인칭 모드에서는 코너 주변을 살피는 플레이어의 위치를 파악하기 위해 비행 카메라 드론이 동반된다.
솔로, 듀오 또는 최대 5명으로 구성된 팀으로 플레이할 수 있다.
게임 내 모든 무기는 실제 무기를 기반으로 하며 (그 중 절반은 인리스티드에서 가져왔다), 플레이어는 초자연적인 아이템 (예: 달 중력 부츠 또는 체력 회복 시가)과 초자연적인 스킬 (예: 좀비 소환, 일시적인 투명 또는 야수로 변신)도 사용할 수 있다.
대부분의 스킬 (소위 "징표" 및 "의식")은 게임을 반복적으로 플레이하여 해제되지만, 일부는 7명의 사용 가능한 캐릭터 (소위 "챔피언") 중 하나에만 고유하게 적용된다.
개발자들에 따르면 토너먼트 캐릭터는 F.O.A.D. (Fulfillment of All Desires, 모든 소원의 성취)라고 불리는 곳에서 싸우지만, 게임 자체 내에서는 그것이 실제로 무엇인지에 대한 정보가 거의 없다.
사용 가능한 맵은 노르망디의 여름 및 겨울 버전, 시베리아 섬 및 멕시코 등 4개 맵이 있다.

## 개발
처음에는 2018년 만우절 농담으로 출시되었으며, 당시 스튜디오에서 개발 중이던 다른 온라인 슈팅 게임인 인리스티드 엔진을 기반으로 했다. 2018년 6월 배급사는 Cuisine Royale을 독립적인 타이틀로 출시하기로 결정했으며 곧 오픈 베타 테스트를 시작했다. 이 게임은 2019년 12월에 PC, PS4, Xbox One으로 공식 출시되었다. 2020년 1월, Cuisine Royale은 PlayStation 스토어에서 세 번째로 많이 다운로드된 부분 유료화 타이틀이 되었다.
원래 이 게임은 PUBG와 다른 부분 유료화 슈팅 게임을 풍자하는 패러디 타이틀로 홍보되었으며 무기 및 방어구 모두 주방용품을 사용하여 싸울 수 있는 슈팅 게임으로 주로 알려져 있었지만, 2019년 개발자는 주방 관련 아이템과 농담을 점차적으로 삭제했다 (예: 코믹한 쇼핑 비닐 봉투를 전술 가방으로 교체). 2020년 12월 이름이 CRSED: F.O.A.D.로 변경되었다. 모든 주방용품 스크린샷은 이제 공식 웹사이트에서 더 이상 사용할 수 없다.
CRSED: Cuisine Royale은 Xbox Series X|S 및 PS5에서 하위 호환성을 통해 사용할 수 있으며 네이티브 버전은 곧 출시될 예정이다. PC 버전은 Nvidia에 따르면 CRSED: F.O.A.D.에서 40%의 성능 향상을 제공하는 DLSS를 지원한다. 이 게임은 AMD FSR 지원도 포함한다. 네이티브 리눅스 버전은 벌컨을 통해 렌더링된다.
2022년 9월 안드로이드 버전을 출시했다.

## 평가
Cuisine Royale의 PS4 버전은 메타크리틱에서 73/100의 평점을 받았다.
TheSixthAxis에 따르면 이 게임은 "이전의 배틀 로열 게임과 크게 다르지 않지만, 자체적인 유머 브랜드를 정말 잘 활용한다"고 평가했으며, TheXboxHub는 이를 "엉뚱한 페르소나를 가진 견고하고 즐거운 게임"이라고 불렀다. PC 게이머는 "적어도 나에게는 매력의 일부는 게임 시작을 기다릴 필요가 없다는 점"이라고 말했다. GameSpew는 "아이템 구매/해제 압력이 짜증스러울 수 있지만, 여전히 여기서 많은 재미를 느낄 수 있다"고 언급했다.